# Lozzo Atestino
Lozzo Atestino (velenceiül Łoso Atestin) település Olaszországban, Veneto régióban, Padova megyében. Lakosainak száma 3013 fő (2023. január 1.). Lozzo Atestino Agugliaro, Cinto Euganeo, Este, Ospedaletto Euganeo, Baone, Noventa Vicentina és Vo’ községekkel határos.

## Népesség
A település lakossága az elmúlt években az alábbi módon változott:
| Lakosok száma | 3150 | 3095 | 3013 |
|               | 2017 | 2018 | 2023 |